# 王宸妃
王宸妃，追贈錦衣衛指揮同知王鑑之女，明朝明世宗朱厚熜之妃。

## 生平
王氏的入宮時間與年齡均無考。嘉靖十九年正月初六日，嘉靖帝傷嘆閻貴妃之薨，下詔表示本月十日告廟冊封妃嬪，正月初十日，正式冊封王氏為宸妃。同日，「贈王鑑指揮同知，鑑子正千戶，令其姪王鸞承襲」。嘉靖二十六年九月二十九日， 詔給宸妃之父追贈錦衣衛指揮同知王鑑祭葬費。